# Grouard 229
Grouard 229 är ett reservat i Kanada.   Det ligger i provinsen Alberta, i den centrala delen av landet, 3 000 km väster om huvudstaden Ottawa. Grouard 229 ligger vid sjön Lilla Slavsjön.
Runt Grouard 229 är det mycket glesbefolkat, med 5 invånare per kvadratkilometer.